# Masayuki Okano
Masayuki Okano, född 25 juli 1972 i Yokohama, Japan, är en japansk före detta fotbollsspelare.